# 立作太郎
立 作太郎（たち さくたろう、1874年（明治7年）3月15日 - 1943年（昭和18年）5月13日）は、日本の法学者（国際法）。東京帝国大学教授。

## 経歴
東京で旧幕臣・立嘉度（よしのり）の息子として生まれ、伯父・立嘉一（広作、外務省文書権正・大蔵省大丞）の養子となる。慶應義塾幼稚舎、共立学校、第一高等学校を経て、1897年7月、東京帝国大学法科大学政治学科を卒業。同年10月、大学院に進み国際公法を専攻。1900年6月、外交史研究のためヨーロッパに留学。1901年3月、東京帝国大学法科大学助教授に発令され、1904年3月に帰国した。
1904年4月、東京帝国大学法科大学教授に就任し、外交史の講座を担当。翌年から国際法の講座も兼担した。1905年4月10日、法学博士の学位を取得。
1908年9月、ロンドンにおける海戦法規会議専門委員として欧米へ出張し、1909年12月に帰国。1918年12月から1919年9月までパリ講和会議随員として出張。1920年11月29日、帝国学士院会員となる。1921年9月、東宮職御用掛に就任。同年9月から1922年2月までワシントン会議随員として出張。1934年3月、東京帝大法学部教授を依願免本官となり、同年6月、同大名誉教授となる。同年12月、常勤の外務省嘱託に就任した。

## 学問的業績
国際法理論を体系化し、国際的政治問題を国際法的視点から分析した著作を著わした。

## 栄典
- 1912年（大正元年）8月1日 - 韓国併合記念章[12]

## 親族
- 伯父であり養父の立広作は、1862年に定役並通弁御用として文久遣欧使節団に参加した人物として知られる。箱館で英語を学び、またメルメ・カションからフランス語も学んだ[13]。明治になって広作を嘉度と改め、大蔵省勤務などを経て第95国立銀行頭取となるが、明治12年に35歳で亡くなった[14]。財政関係の英書の飜訳をいくつか手掛けた[14]。

## 著書
- 『比較帰化法』法理研究会、1898年。
- 『平時国際公法』講述、中央大学、1900年。
- 『内乱ト国際法』日本大学、1912年。
- 『戦時国際法』中央大学、1913年。
- 『戦争と国際法』外交時報社出版部、1916年。
- 『明治二十七、八年戦役とヨーロッパ強国の外交』立作太郎、1926年。
- 『日英同盟締結に関するヨーロッパ強国の外交』立作太郎、1926年。
- 『平時国際法論』日本評論社、1930年。
- 『戦時国際法論』日本評論社、1931年。
- 『国際聯盟規約論』国際聯盟協会、1932年。
- 『時局国際法論』日本評論社、1934年。
- Observations sur le système des mandats. 1935年
- 『九国条約』日本外交協会、1937年。
- 『日支事変に於ける空中爆撃問題』日本外交協会、1938年。
- 『支那事変国際法論』松華堂、1938年。
- 『現実国際法諸問題』岩波書店、1938年。
- 『米国外交上の諸主義』日本評論社、1942年。